# Chi Linh lăng
Chi Linh lăng hay chi Cỏ ba lá thập tự (danh pháp khoa học: Medicago) là một chi thực vật trong họ Đậu (Fabaceae), có hoa sống lâu năm, chủ yếu được nói đến như là M. sativa L., tức cỏ linh lăng.
Cỏ linh lăng là thực vật lâu năm, sống từ 5 đến 12 năm, phụ thuộc vào các giống và đặc điểm khí hậu nơi sinh trưởng. Chúng là cây giống đậu sống lâu năm ở các khu vực ôn đới, có thể phát triển tới độ cao 1 mét. Lá của chúng mọc thành cụm lá chét, mỗi cụm có ba lá và các cụm hoa màu tím tía. Chúng có hệ rễ sâu, đôi khi sâu tới 4,5 mét. Điều này làm cho chúng có tính chịu khô hạn tốt.
Cỏ linh lăng (Medicago sativa) và tên chi của chúng (Medicago) được cho là có nguồn gốc từ Ba Tư Trung cổ. Nó được đưa vào Hy Lạp khoảng năm 490 TCN như là thức ăn cho ngựa của quân đội Ba Tư. Nó cũng được đưa từ Chile vào Hoa Kỳ khoảng năm 1860. Chúng được trồng rộng khắp thế giới như là thức ăn cho bò và chủ yếu được trồng để thu hoạch dưới dạng cỏ khô hay ủ chua với các loại thức ăn cho gia súc khác như ngô. Cỏ ba lá có giá trị dinh dưỡng cao trong số các loại cây trồng để thu hoach dưới dạng cỏ khô phổ biến nhất, chúng cũng được sử dụng như là bãi chăn thả hay thức ăn dự trữ cho gia súc. Giống như các loại cây thuộc họ Đậu khác, các mắt rễ của chúng có chứa các loại vi khuẩn, chẳng hạn như Rhizobium là các vi khuẩn có khả năng cố định đạm, tạo ra thức ăn gia súc giàu protein mà ít phụ thuộc vào lượng nitơ chuyển hóa được trong đất.
Chúng được trồng rộng rãi vào khoảng thế kỷ 17 và là một trong các tiến bộ quan trọng của nông nghiệp châu Âu. Quan hệ cộng sinh của nó với vi khuẩn cố định đạm và công dụng như là thức ăn gia súc đã nâng cao hiệu quả của sản xuất nông nghiệp một cách đáng kể.
Linh lăng là một trong số ít các thực vật có sự tự gây độc. Chính vì thế hạt cỏ linh lăng sẽ không mọc được trong các khu vực đang có cỏ linh lăng. Vì vậy, các cánh đồng cỏ linh lăng phải được cày bừa hay luân canh (trồng loại cây khác trước khi tái gieo hạt của chúng) trước khi gieo hạt trở lại.
Các chồi non của cỏ linh lăng cũng được sử dụng như một thành phần của món xa lát tại Hoa Kỳ và Úc. Các cọng mềm cũng được người sử dụng như là rau ở một vài khu vực. Các phần thân già ít được người sử dụng do chứa nhiều xơ. Cỏ ba lá có tiềm năng để trở thành loại rau có năng suất cao, cũng như được chế biến thành bột bằng cách làm khô và nghiền nhỏ hay bằng cách nghiền nhão ra để chiết lấy các chất dinh dưỡng có trong lá.
Người ta cũng cho rằng cỏ linh lăng có tác dụng làm tăng tiết sữa.
Tại Hoa Kỳ, các bang trồng nhiều cỏ linh lăng là Wisconsin và California, với phần lớn sản lượng của bang thứ hai có được từ vùng hoang mạc Mojave nhờ sự cung cấp nước tưới của California Aqueduct.

## Trồng trọt
Cỏ linh lăng có thể gieo vào mùa xuân hay mùa thu, và phát triển tốt trên các loại đất được tưới tiêu nước tốt với pH khoảng 6,8-7,5. Cỏ linh lăng cần nhiều kali; các loại đất có độ dinh dưỡng thấp cần phải được bón phân bằng phân hữu cơ hay phân hóa học. Thông thường người ta gieo 13–17 kg/hecta (12-15 pao/mẫu Anh) trong các khu vực có khí hậu thích hợp và khoảng 22 kg/hecta (20 pao/mẫu Anh) trong các khu vực xa hơn về phía nam (ở Bắc bán cầu). Các loại cây che bóng thông thường được trồng, cụ thể là đối với vụ gieo hạt mùa xuân để giảm cỏ dại. Thuốc diệt cỏ đôi khi cũng được sử dụng.
Trong phần lớn các khu vực, cỏ linh lăng được thu hoạch từ 3-4 lần trong năm. Tổng năng suất khoảng 10 tấn/hecta (4 tấn/mẫu Anh) nhưng dao động theo khu vực và phụ thuộc vào thời tiết cũng như giai đoạn trưởng thành khi thu hoạch. Những lần thu hoạch sau thường có năng suất cao hơn nhưng thành phần dinh dưỡng lại hay bị giảm.
Các loại bọ chét trên lá có thể giảm sản lượng đáng kể, cụ thể là đối với lần thu hoạch thứ hai trong năm do thời tiết là ấm nhất. Sử dụng thuốc trừ sâu đôi khi được áp dụng để ngăn không cho chúng phát triển. Cỏ linh lăng cũng dễ bị tổn thương trước bệnh thối gốc Texas (do nấm Phymatotrichopsis omni gây ra). Một số ấu trùng của một số loài thuộc bộ Lepidoptera như bướm mắt cáo (Semiothisa clathrata) cũng ăn lá của cỏ linh lăng.
Việc gieo trồng cỏ linh lăng để lấy hạt đòi hỏi phải có sự thụ phấn nhân tạo, do vậy khi cỏ linh lăng ra hoa người ta phải đưa những "sinh vật thụ phấn" nhân tạo ra gần cánh đồng. Thông thường người ta dùng loài ong làm tổ dưới đất (Megachile rotundata), được nuôi trong các tổ đặc biệt gần các cánh đồng trồng cỏ lấy hạt, hay các tổ ong mật (chi Apis).

## Thu hoạch

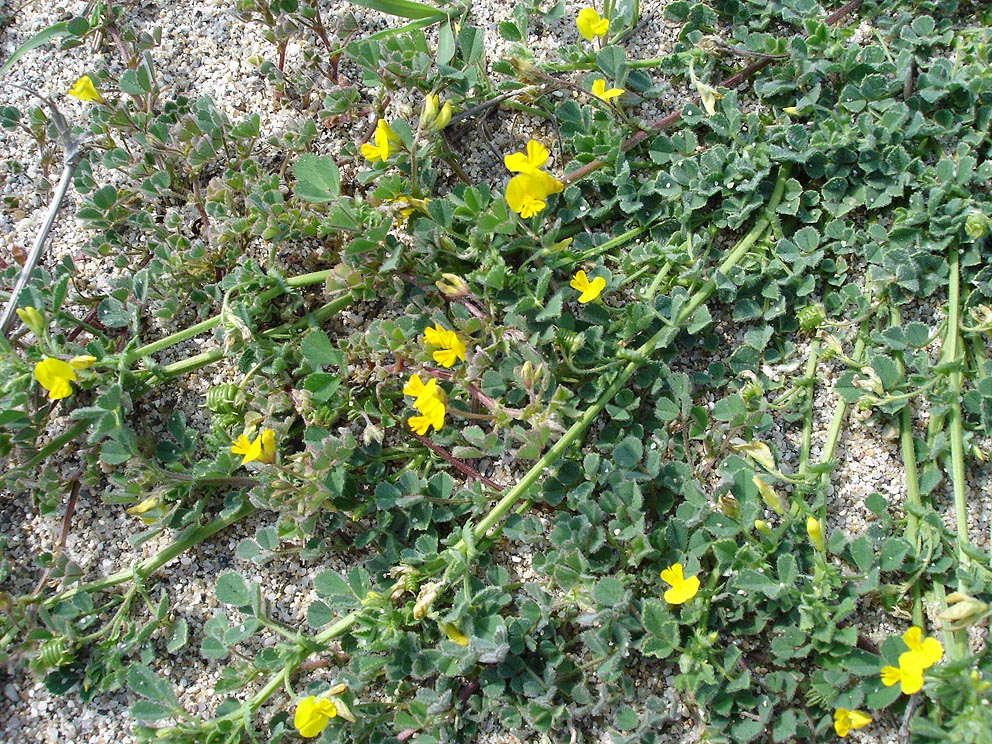
cỏ

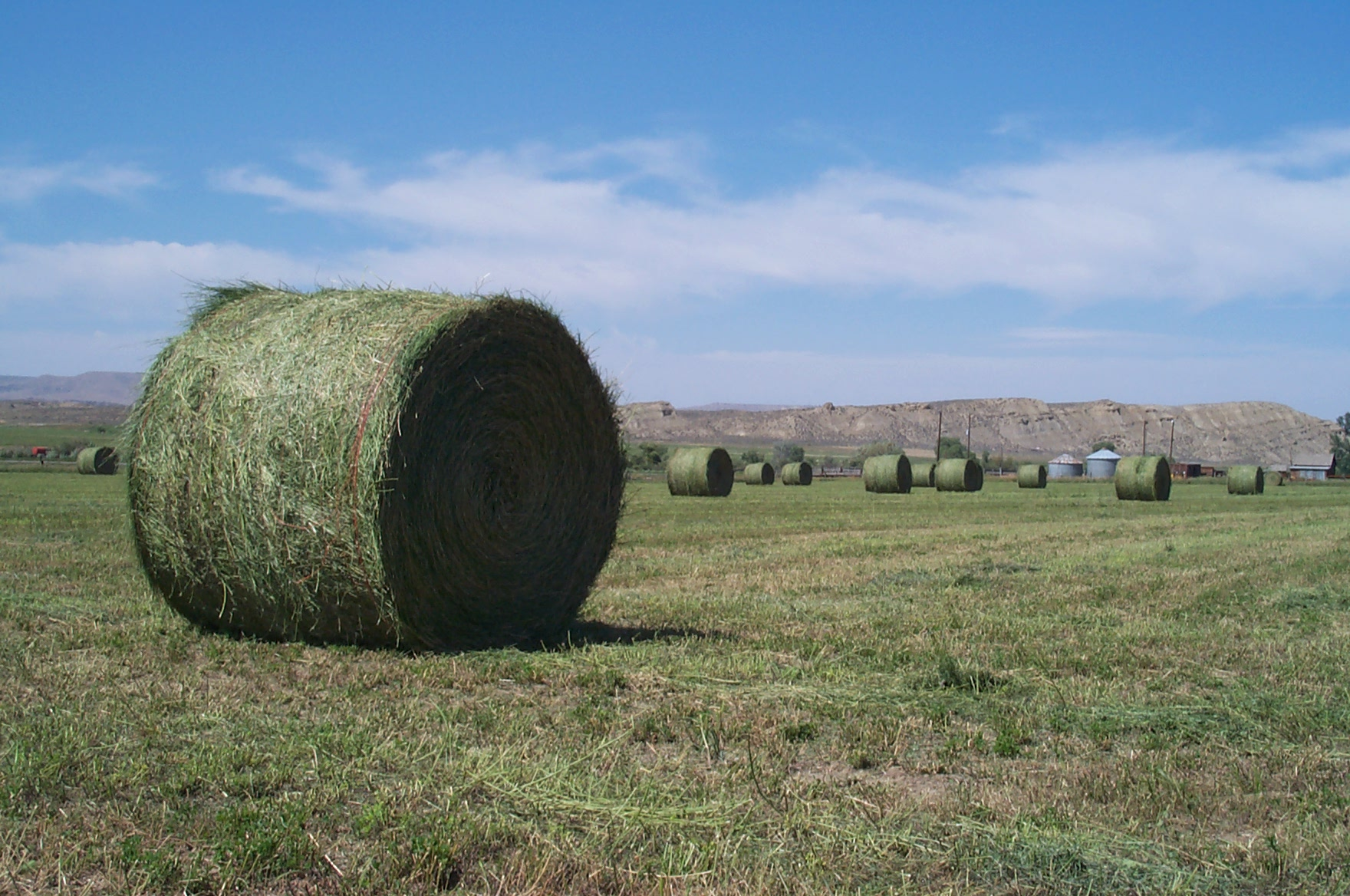
Các kiện cỏ linh lăng hình trụ tròn khi thu hoạch

Khi cỏ linh lăng được sử dụng làm cỏ khô, thông thường người ta cắt chúng và đóng kiện. Các đống cỏ khô vẫn còn được áp dụng trong một số khu vực có điều kiện cơ giới hóa thấp, nhưng việc đóng thành kiện tròn được sử dụng nhiều hơn do dễ vận chuyển. Lý tưởng nhất để thu hoạch là khi cỏ linh lăng bắt đầu nở hoa. Khi sử dụng các thiết bị cơ giới thay vì cắt thủ công, quy trình được bắt đầu với máy xén cỏ, nó xén cỏ linh lăng và xếp thành luống. Sau khi cỏ đã phơi khô thì máy kéo có gắn thiết bị đóng kiện thu thập cỏ khô và đóng thành kiện. Có ba loại kiện thông dụng đối với cỏ linh lăng. Các kiện "vuông" nhỏ—kích thước khoảng 40 x 45 x 100 cm (15 in x 18 in x 38 in) - được sử dụng cho các gia súc nhỏ và ngựa đơn lẻ. Các kiện vuông nhỏ này nặng khoảng 25–30 kg (50-70 pao) phụ thuộc vào độ ẩm và có thể dễ dàng di chuyển.
Các trang trại nuôi bò sử dụng các loại kiện tròn lớn, thông thường có đường kính 1,4 đến 1,8 m (4,5 đến 6 ft) và cân nặng khoảng 500-1.000 kg. Các kiện loại này có thể xếp thành đống vững chắc, được xếp đặt trong các khu vực nuôi bò, ngựa thành bầy.
Gần đây, người ta còn đóng các kiện vuông lớn, có tỷ lệ kích thước tương tự như kiện vuông nhỏ, nhưng các kích thước thì lớn hơn. Kích thước được thiết lập sao cho kiện cỏ vừa khít với kích thước của thùng xe tải.

## Một số loài
Các loài dưới đây lấy theo ILDIS
- Medicago agropyretorum
- Medicago alatavica
- Medicago arabica - Linh lăng Ả Rập
- Medicago arborea - Linh lăng thân gỗ
- Medicago archiducis-nicolai
- Medicago astroites
- Medicago blancheana
- Medicago brachycarpa
- Medicago cancellata
- Medicago carstiensis
- Medicago caucasica
- Medicago ciliaris - Linh lăng lông mịn
- Medicago constricta
- Medicago coronata - Linh lăng vương miện
- Medicago crassipes
- Medicago cretacea
- Medicago cyrenaea
- Medicago daghestanica
- Medicago difalcata
- Medicago disciformis
- Medicago doliata
- Medicago edgeworthii
- Medicago falcata - Linh lăng hoa vàng
- Medicago fischeriana
- Medicago glomerata
- Medicago granadensis
- Medicago grossheimii
- Medicago gunibica
- Medicago heldreichii
- Medicago hemicoerulea
- Medicago heyniana
- Medicago hybrida
- Medicago hypogaea
- Medicago intertexta - Linh lăng Calvary
- Medicago karatschaia
- Medicago komarovii
- Medicago laciniata - Linh lăng lá khía
- Medicago lanigera
- Medicago laxispira
- Medicago littoralis - Linh lăng duyên hải
- Medicago lupulina - Linh lăng đen
- Medicago marina - Linh lăng biển
- Medicago medicaginoides
- Medicago meyeri
- Medicago minima - Linh lăng nhỏ
- Medicago monantha
- Medicago monspeliaca
- Medicago murex - Linh lăng gai
- Medicago muricoleptis
- Medicago noeana
- Medicago orbicularis - Linh lăng quả tròn
- Medicago orthoceras
- Medicago ovalis
- Medicago papillosa
- Medicago persica
- Medicago phrygia
- Medicago pironae
- Medicago playtcarpa
- Medicago polyceratia
- Medicago polychroa
- Medicago polymorpha - Linh lăng lá khía răng cưa
- Medicago praecox - Linh lăng Địa Trung Hải
- Medicago prostrata
- Medicago radiata - Linh lăng quả tia
- Medicago retrorsa
- Medicago rhodopea
- Medicago rigida
- Medicago rigidula
- Medicago rigiduloides
- Medicago rotata
- Medicago rugosa
- Medicago rupestris
- Medicago ruthenica
- Medicago sativa - Cỏ linh lăng
- Medicago sauvagei
- Medicago saxatilis
- Medicago schischkinii
- Medicago scutellata - Linh lăng khiên
- Medicago secundiflora
- Medicago shepardii
- Medicago sinskiae
- Medicago soleirolii
- Medicago strasseri
- Medicago suffruticosa
- Medicago syriaca
- Medicago talyschensis
- Medicago tenoreana
- Medicago tornata
- Medicago transoxana
- Medicago truncatula
- Medicago tunetana
- Medicago turbinata - Linh lăng phương nam
- Medicago vardanis
- Medicago virescens

## Các giống

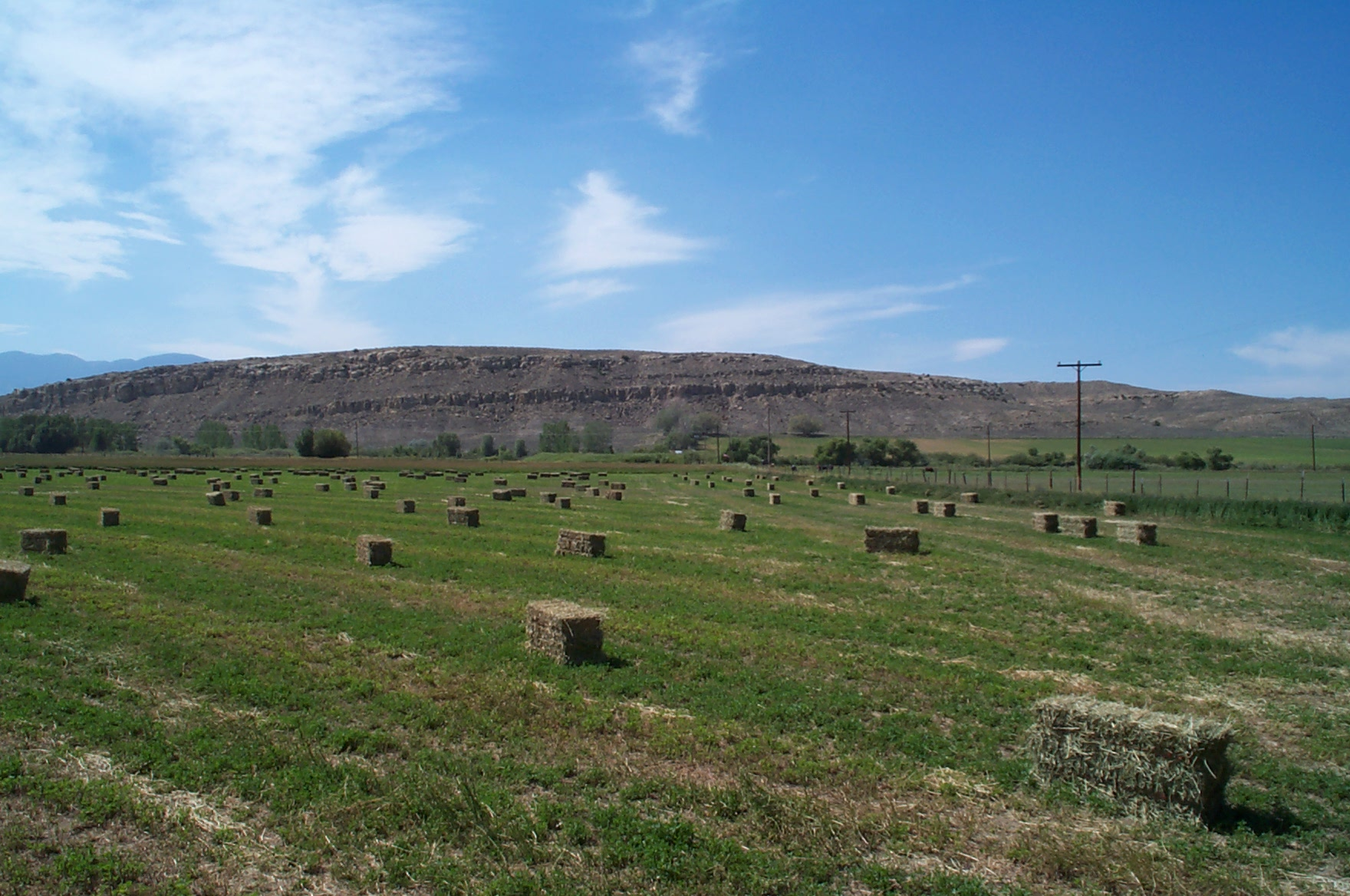
Các kiện cỏ linh lăng nhỏ hình vuông

Các nghiên cứu và tìm kiếm đáng chú ý đã được thực hiện đối với cây trồng quan trọng này. Hiện nay, có rất nhiều giống của nhà nước và tư nhân được đưa ra để thích nghi với các điều kiện khí hậu và thời tiết cụ thể.
Phần lớn các cải tạo về giống cỏ linh lăng trong các thập niên vừa qua là nhằm tăng sức chống chịu đối với các loại bệnh tật, nâng cao khả năng chịu rét tại các khu vực có khí hậu lạnh cũng như tạo ra các giống có nhiều lá chét.
Cỏ linh lăng nhiều lá chét có nhiều hơn 3 lá chét tại mỗi chét lá (Thuật ngữ cỏ ba lá trong trường hợp này không thể hiện đúng biểu hiện bề ngoài của chúng). Nó có thành phần dinh dưỡng cao hơn tính theo trọng lượng do ở đây có tương đối nhiều lá tính trên cùng một lượng cuống lá.